# 차이스잉
차이스잉(중국어 정체자: 蔡適應, 병음: Cài Shìyìng, 한자음: 채적응, 1973년 6월 14일~)은 중화민국의 정치인이다. 2016년 지룽시 선거구의 입법위원으로 당선되었다.